# Villers-Saint-Amand
Pour les articles homonymes, voir Villers.

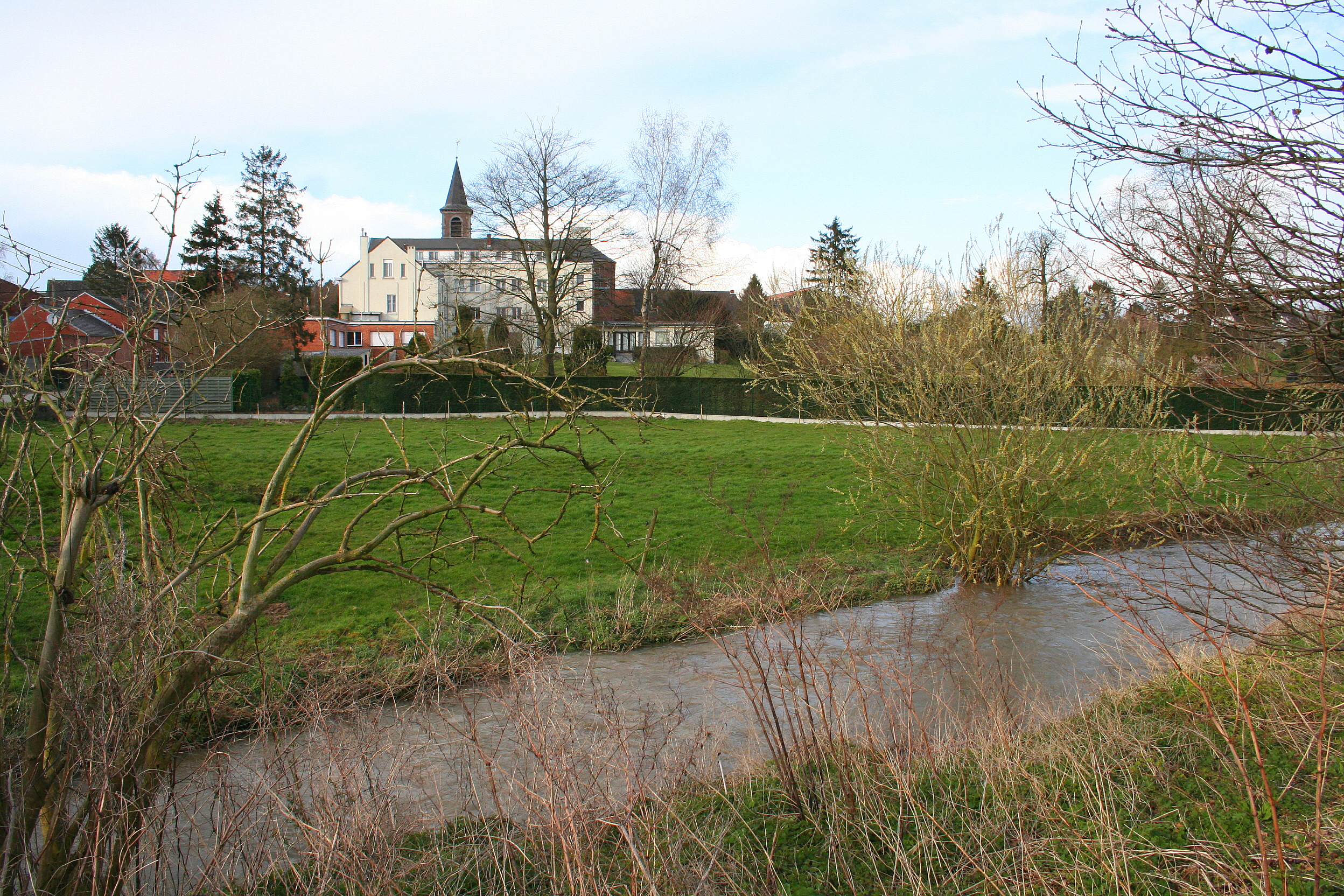
Villers-Saint-Amand, la Dendre Occidentale.

Villers-Saint-Amand est une section de la ville belge d'Ath située en Wallonie picarde dans la province de Hainaut. C'était une commune à part entière avant la fusion des communes de 1977.

## Géographie

### Hydrographie
- La Dendre occidentale.
- Le rieu de Clivemont.
- Le rieu de Vériomplanque, prenant sa source à "l'Abreuvoir à Chevaux" d'Houtaing et alimentant les étangs du Château de la Berlière.
- Le Lomberon, prenant sa source à la "Montagne".
- Le rieu de Willaufosse, prenant sa source à "Tombelin".

### Hameaux
- La Bohette.
- Belicamp.
- Trois Billots.
- Le Marais.
- Willaufosse.
- Vériomplanque.
- Le Coucou.
- Floricamp.
- La Montagne.
- Caplumont.

### Communications
- N7 Hal-Tournai-Hertain.
- N528 Ath-Frasnes.
- ancienne chaussée romaine Bavai-Blicquy-Velzeke, dite chaussée Brunehault entre le lieu-dit "Vériomplanque" et "Caplumont".
- Ligne SNCB L94 Bruxelles-Tournai.

## Évolution démographique
- Sources : INS, Rem. : 1831 jusqu'en 1970 = recensements, 1976 = nombre d'habitants au 31 décembre.

## Patrimoine et culture

### Patrimoine architectural
- L’église Saint-Amand.